# Día del Solomillo y la Mamada
El Día del Solomillo y la Mamada (Steak and Blowjob Day en inglés) es un día festivo creado de forma satírica como respuesta al día de San Valentín, celebrándose un mes más tarde, el 14 de marzo. En este día las mujeres deben supuestamente cocinar filetes de solomillo de carne roja para comer y practicar una felación al hombre en respuesta por sus cartas de amor, chocolates y flores regaladas durante el día de San Valentín.
Esta festividad no tiene consideración oficial, siendo un meme popular de Internet y no un festivo real, pero se han creado diversos vídeos, artículos e incluso suvenires sobre ello. El concepto fue concebido en 2002 por el DJ Tom Birdsey en la radio WFNX.
Algunas personas han sugerido que el Día del Solomillo y la Mamada ha surgido como reacción contra el movimiento feminista; la festividad ha sido criticada como sexista y patriarcal, aunque también ha sido recibida postiviamente por algunos, y se ha usado como plataforma para recaudar fondos para la investigación del cáncer del mama.

## Historia
Varias páginas web han reclamado ser la web oficial del día del solomillo y la mamada, pero ninguno de ellos se ha identificado como creador de dicho día. Todas las webs coinciden en que dicha festividad fue ingeniada por el DJ de radio Tom Birdsey en 2002, durante un espectáculo en la emisora WFNX de Boston, Massachusetts. Uno de las diversas webs que compiten por ser la página «oficial» de este día dice: «El 14 de marzo de ahora en adelante queda establecido como el «el día del solomillo y la mamada. Sencillo, eficaz y autodescriptivo. Sin cartas de amor, sin flor ni noches especiales por la ciudad; el nombre lo explica todo: un filete de solomillo y una mamada. Eso es todo.»  Estas «web oficiales» cuentan con guías sobre cómo cocinar el mejor filete de solomillo y cómo realizar la mejor felación.
La mayoría de la cultura popular sobre este día, fue adquirida a partir de correos electrónicos en cadena por el año 2006. En dichos correos electrónicos se adjuntaba una presentación de diapositivas explicando el concepto del día de manera humorística. 
El texto decía:
"Cada 14 de Febrero los hombres tienen la oportunidad de demostrar su amor a su media naranja ofreciendo flores, chocolates, cenas románticas, películas de amor o todo lo que una mujer puede encontrar romántico.
Para los tíos… nada. Hay que admitirlo; no hay ningún día especial donde las mujeres pueden demostrar su aprecio. Por eso se ha creado una nueva fiesta. El 14 de marzo es ahora oficialmente el día de: CHULETÓN Y MAMADA.
Simple, eficaz y explícito… este día ha sido creado para que las mujeres puedan demostrar su amor por el hombre de su vida. Nada de cartas, ni de flores, ni noche especial en la ciudad, ni baile sudamericano… es muy simple, un buen chuletón y una buena mamada. ¡Eso es todo!
Estos días combinados, San Valentín y el día de Chuletón y Mamada, nos van a llevar a una nueva era de amor donde todos los hombres se esforzarán para hacer del 14 de Febrero un día inolvidable… para asegurarse un buen día 18 diciembre.
La idea está lanzada y como todas las ideas nuevas hay que hacerlo circular para crear un efecto de bola de nieve, así que hacedlo circular a ver si hacemos crecer el amor y la paz en este mundo de locos. Además, al no ser una celebración auspiciada por multinacionales, ni por grandes superficies comerciales a fin de incrementar sus ventas, no deberían producirse reticencias, aunque cada uno conoce a su mujer... ¡FELIZ 14 DE MARZO!"

La festividad equivalente para las mujeres sería el día de la tarta y el cunnilingus, celebrada el 14 de abril.

## Análisis cultural
Según la Historia de las mujeres de Lois Banner, ella opina que este día apareció para ser la contraparte del movimiento feminista, «deshumanizando a los hombres que tienen miedo porque las mujeres les están superando», dice Lois Banner. La activista Feminista Jones dice que esto «limita la libertad de elección de las mujeres», convirtiéndose en una de las principales características del patriarcado tradicional, restringiendo los comportamientos sexuales de la mujer. El educador sexual Walker Thornton escribió que este día, a pesar de ser un meme, enfatizó la visión femenina moderna del día de San Valentín.  La revista Men's Health no supo con exactitud si se trataba de una festividad real o un simple broma. El diario de fútbol español Diario AS lo catalogó de «surrealista».

## Recepción
El blog de estilo de vida YourTango consideraba que esta festividad enaltece el privilegio masculino y era, como el día de San Valentín, un evento para "rellenar el calendario". El Huffington Post dijo que «les iba a provocar arcadas» y FHM y Daily Mirror destacaron el dinero que ha generado.
El concepto de un movimiento dedicado a los hombres hizo que esto causase polémica e incitase a la oposición, siendo catalogado por algunos colectivos extremistas como antifeminista o patriarcal. La revista Maxim lo describió como una de las festividades más grandes de todos los tiempos, mientras que Cosmopolitan no sabía si catalogarlo de «sexista y retrógrado» o de «gran celebración del sexo y la comida».
Muchos famosos se han hecho eco de esta festividad, como por ejemplo Christina Aguilera, quién animó a sus seguidores a celebrarla en 2014.
En 2016, la revista Instinct señaló que este día festivo se estaba utilizando con éxito para recaudar dinero destinado a la investigación del cáncer de mama.  En Alemania, Bild habló de dicho día como «Schnitzel und Blowjob Tag» o «Schniblo for short». En España, el periódico El Mundo dijo que se llamaría «Día del solomillo y el sexo oral» y que este unió el sexo y la alimentación, lo que consideraba dos de los placeres más grandes del mundo.